# Alpina angustipennis
Alpina angustipennis är en fjärilsart som beskrevs av Eugen Wehrli 1921. Alpina angustipennis ingår i släktet Alpina och familjen mätare. Inga underarter finns listade i Catalogue of Life.